# Исламов, Давлет Шаймуратович
Давле́т Шаймура́тович Исла́мов (18 октября 1935, Ново-Байгильдино, Шаранский район, Башкирская АССР, РСФСР, СССР ― 7 сентября 1991, Йошкар-Ола, Марийская ССР, СССР) ― марийский советский поэт, переводчик, журналист, член Союза писателей СССР с 1977 года. Автор марийского текста гимна Республики Марий Эл (1991).

## Биография
Родился 18 октября 1935 года в дер. Ново-Байгильдино ныне Шаранского района Республики Башкортостан в крестьянской семье. Окончил в 1952 году Акбарисовскую среднюю школу родного района, работал в колхозе, затем по комсомольской путёвке поехал в г. Октябрьский Башкирской АССР.
В 1954―1957 годах служил в рядах Советской Армии.
В 1961 году окончил Казанский индустриальный техникум, после чего приехал в Марийскую АССР, где работал мастером производственного обучения в строительном училище Волжска, затем инженером кирпичного завода в Йошкар-Оле.
В 1967 году перешёл на журналистскую работу в Йошкар-Оле: переводчик, корреспондент, заместитель ответственного секретаря, заведующий отделом культуры, литературы и искусства редакции республиканской газеты Марийской АССР «Марий коммуна».
В 1972 году заочно окончил Литературный институт имени А. М. Горького.
Незадолго до ухода из жизни работал литературным сотрудником журнала «Ончыко».
Скоропостижно скончался 7 сентября 1991 года. Похоронен на Туруновском кладбище Йошкар-Олы.

## Творчество
Впервые опубликовал свои стихотворения в 1961 году. С тех пор его стихи регулярно появлялись на страницах газет «Волжская правда», «Рвезе коммунист» («Молодой коммунист»), «Марий коммуна», с 1963 года ― журнала «Ончыко». В 1968 году вышла первая книга «Яндар юж» («Чистый воздух»).
Являлся автором книг для детей. Его сборник «До десяти» (1969) переиздавался на горном и луговом наречиях марийского языка и на русском языке.
Далее вышли в свет его поэтические книги «Мланде» («Земля»), «Новоселье» и «Кечывöрдем» («Подсолнух»). Многие стихотворения из этих сборников посвящены теме войны, военного детства поэта.
В 1977 году принят в Союз писателей СССР.
Стал известен как автор марийского текста Гимна Республики Марий Эл (русский текст — В. Панов), который был утверждён в 1992 году, уже после смерти поэта.
Занимался и переводческой деятельностью: перевёл на родной язык произведения М. Исаковского, И. Крылова, А. Мосунова, С. Макарова, Г. Тукая, М. Джалиля, М. Хусаина, С. Кудаша, А. Шогенцукова, В. Радаева, А. Патейкина, Ле Тхо Лана и других. В свою очередь его стихотворения переведены на украинский, белорусский, татарский, башкирский, чувашский, удмуртский, кабардинский языки.
Использовал псевдоним ― И. Пайгельдин, И. Дубкин, Давлет Пайгул.

## Основные произведения
Список основных произведений Д. Исламова на марийском и в переводе на русский язык:

### На марийском языке
- Яндар юж: почеламут-влак [Чистый воздух: стихи]. ― Йошкар-Ола, 1968. ― 40 с.
- Лу марте: почеламут-влак [До десяти: стихи]. ― Йошкар-Ола, 1969.  ― 16 с.
- Мланде: поэма ден почеламут-влак [Земля: поэма и стихи]. ― Йошкар-Ола, 1977. ― 96 с.
- Коршангге име: мыскара почеламут-влак // Пÿсö умдо. ― Йошкар-Ола, 1982. ― С. 115―116.
- Кум шочмо кече; Мланде; Шошо: почеламут-влак // Эрвий. ― 1987.  ― С. 35.
- Тирыште: ойлымаш // Пионер йÿк. ― 1987. ― № 2. ― С. 6.
- Кечывöрдем: почеламут, муро, басня [Солнцеворот: стихи, песни, басня]. ― Йошкар-Ола, 1988. ― 104 с.
- Лу марте. Лу якте: почеламут-влак [До десяти: стихи]. ― Йошкар-Ола, 1991. ― 32 с.
- Омса кыл; Луман ужга йымалне; Шерге модыш; Малаш жап; Ер воктене: почеламут-влак // Ончыко. ― 1993. ― № 5. ― С. 171―176.
- Вÿд ÿмбалне; Йÿр деч вара: почеламут-влак // Ончыко. ― 1994. ― № 4. ― С. 150–151.

### В переводе на русский язык
- До десяти: стихи / пер. Б. И. Шуплецова. ― Йошкар-Ола, 1972. ― 24 с.
- Короткие басни / пер. И. Законова // Юмор мари. ― Йошкар-Ола, 1979. ― С. 102―105.
- Новоселье: стихи, поэмы / пер. А. Мосунова. ― Йошкар-Ола, 1980. ― 64 с.
- Всегда в дорогу, словно по уставу…; Я – строитель; Вспоминаю о лете: стихи / пер. А. Мосунова // Между Волгой и Уралом. ― Саранск, 1982. ― С. 102―103.
- В пути; Лишь тогда расцветают цветы…; Осень // Братство песенных сердец: стихи / пер. В. Панова. ― Йошкар-Ола, 1990. ― С. 62―63.

## Память
- На родном доме поэта в д. Ново-Байгильдино Башкортостана установлена памятная доска[7].
- К юбилеям со дня рождения поэта в Шаранском районе Башкортостана проводятся литературные мероприятия[8].